# Gurkenflieger

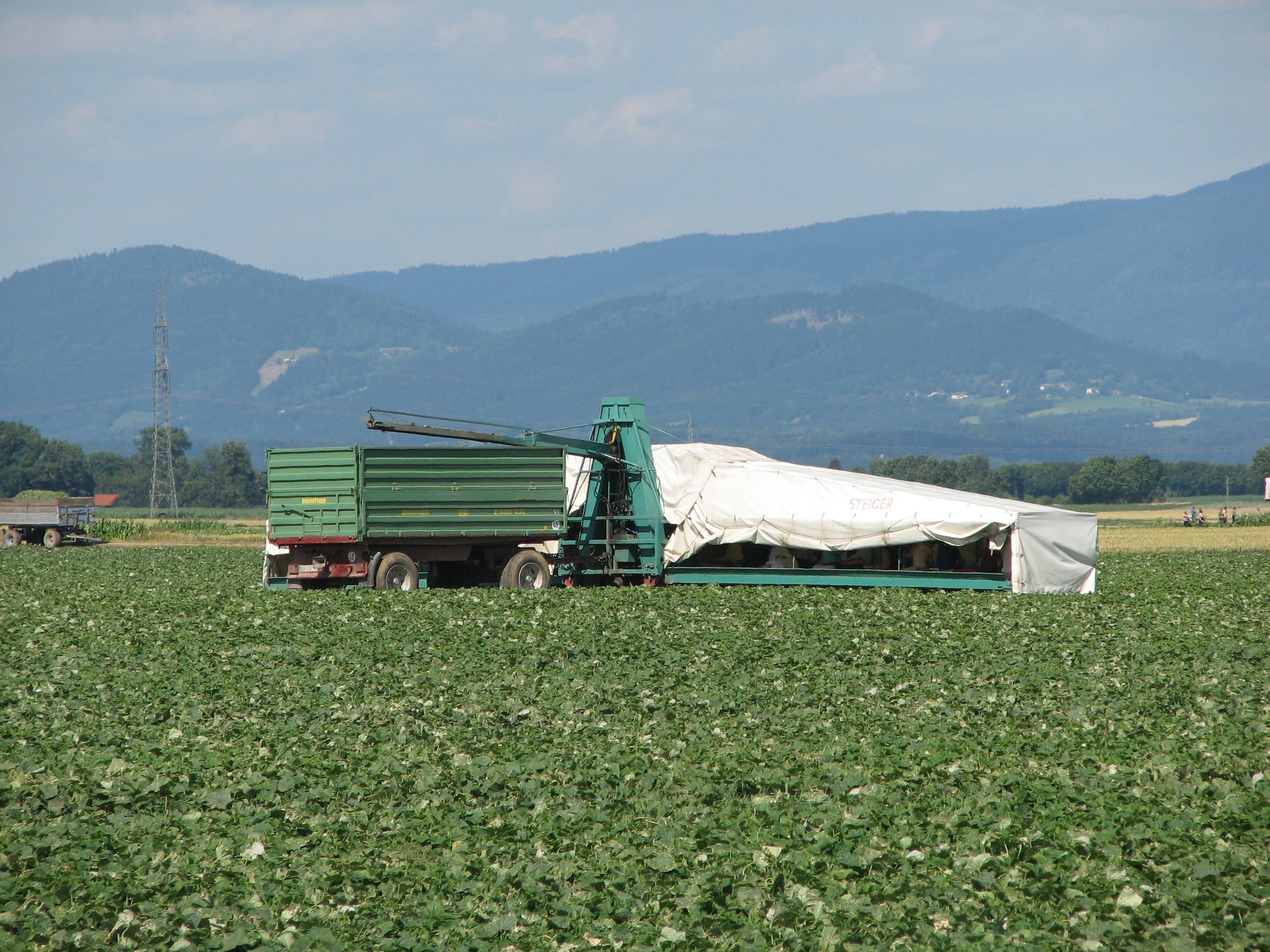
Gurkenflieger in Niederbayern bei Wallersdorf

Gurkenflieger ist die ugs. Bezeichnung für ein landwirtschaftliches Fahrzeug, das für die Ernte von Gewürzgurken verwendet wird. 

## Beschreibung

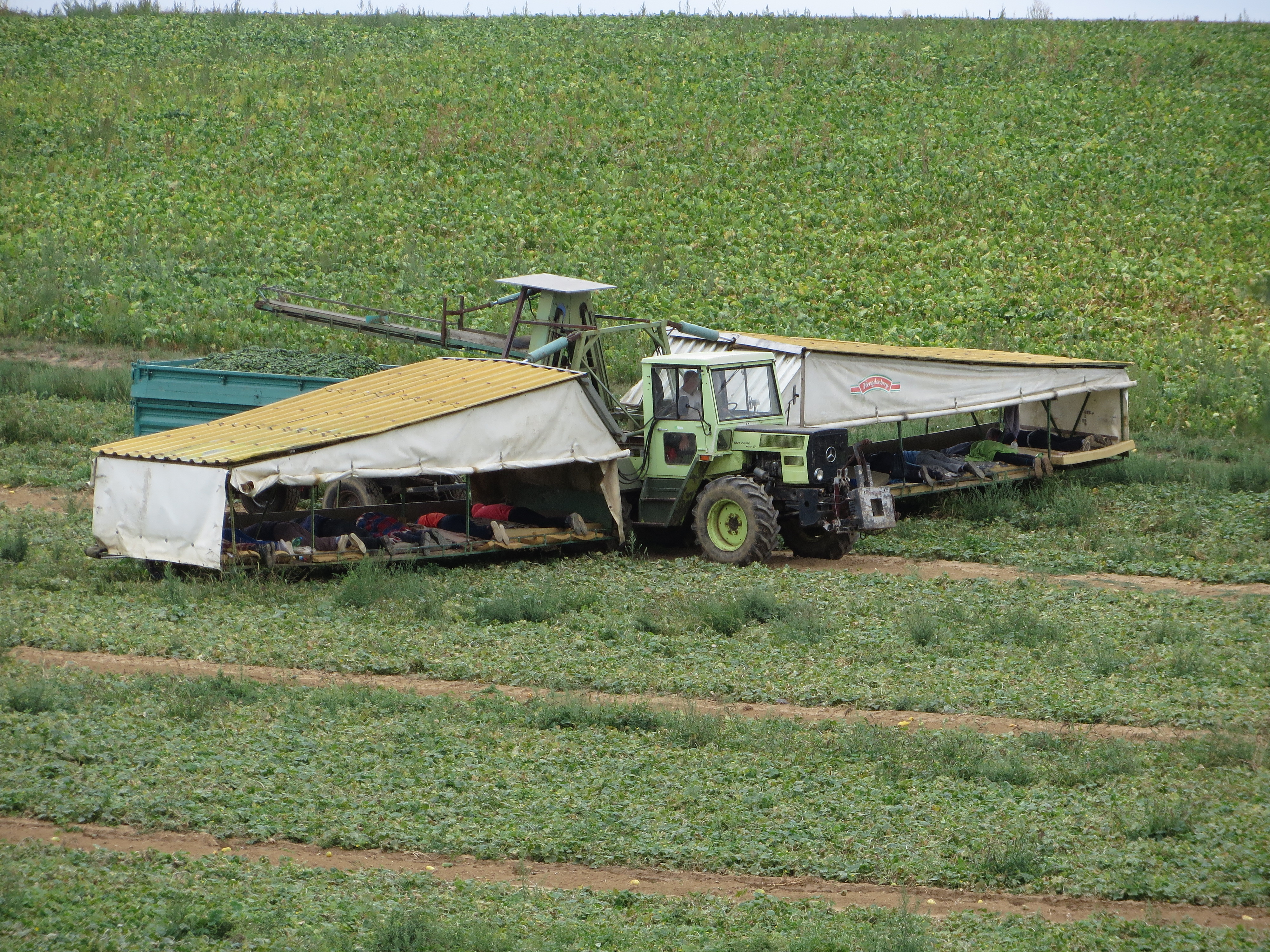
Gurkenflieger bei Untergriesheim in Baden-Württemberg

Der Gurkenflieger besteht aus einem Traktor, Lastwagen oder Anhänger, an dem links und rechts zwei bis zu 15 Meter lange, tragflächenartige Plattformen aufgehängt sind, die etwa 30 Zentimeter über dem Boden schweben. Auf den Tragflächen liegen bäuchlings bis zu 30 Erntehelfer, die die Gurken per Hand pflücken und auf ein Förderband legen, das sie dann in einen Sammelbehälter transportiert. Der Gurkenflieger bewegt sich etwa einen Meter pro Minute, damit genügend Zeit zum Pflücken der reifen Früchte bleibt. Der Gurkenflieger wird auch für andere Ernte- oder Pflanzarbeiten verwendet.
Gurkenflieger kommen zum Beispiel in Niederbayern, im Spreewald, im Marchfeld oder im Eferdinger Becken zum Einsatz.
Die Arbeit auf dem Gurkenflieger gilt als ausgesprochen anstrengend und gewöhnungsbedürftig und wird sehr häufig von ausländischen Saisonarbeitern erledigt.